# Cristóbal de la Cerda y Sotomayor
Cristóbal de la Cerda y Sotomayor (* um 1585 in Mexiko-Stadt, Mexiko; † nach 1638) war ein spanischer Jurist, der vorübergehend 1620/1621 als Gouverneur von Chile amtierte.

## Leben

### Herkunft und Karriere in Europa
Cerda kam in Neuspanien, dem heutigen Mexiko, zur Welt. Seine Familie zählte zu den ersten Konquistadoren in der Neuen Welt. Cristóbal de la Cerda kehrte allerdings in jugendlichem Alter zurück nach Europa und studierte in Sevilla und an der renommierten Universität von Salamanca Rechtswesen. Nach Studienende blieb er zehn Jahre lang an der Universität und amtierte dreimal als deren Rektor.
An der Real Audiencia von Sevilla arbeitete er als Schatzmeister und Generalkommissar der Maurenvertreibung aus Andalusien. Der Indienrat hatte ihn schon mehrfach für Ämter in Übersee vorgeschlagen und 1604 wurde ihm das Amt eines Oidor in Santo Domingo angetragen, das er dann mit derselben Position an der Real Audiencia von Chile tauschte.
Cerdas Reise nach Chile war von schweren Hindernissen begleitet: Auf der Überfahrt nach Amerika geriet Cerda in die Hände englischer Korsaren und wurde erst gegen die Zahlung eines Lösegeldes von 24.000 Dukaten, das seine Ehefrau, Sebastiana de Avendaño, aufbrachte, wieder freigelassen. In Südamerika erkrankte er in Lima sehr schwer, und es war fraglich, ob er je lebend nach Santiago de Chile gelangen würde. Seine Krankheit dauerte ein Jahr lang, und er ertaubte daran.

### Amtszeit in Chile
Er erreichte Santiago am 27. März 1619 und fand die dortige Verwaltung und Rechtspflege an der Real Audiencia von Chile bedingt durch den Tod aller Oidores stillstehend. Mit Hilfe weiterer Beamter, die mit ihm gekommen waren, nahm er den Amtsbetrieb wieder auf. Als der Gouverneur Lope de Ulloa y Lemos im Dezember 1620 in Concepción starb, ernannte er Cerda zum interimistischen Nachfolger.
Während seiner kurzen Amtszeit erhoben sich die Mapuche unter Häuptling Lientur gegen die spanischen Besatzer. Ein weiterer Meilenstein war die Abschaffung der servicios personales, der Fronarbeit, welche die indianischen Ureinwohner zu leisten hatten. Der Vizekönig hatte die Umwandlung dieser Arbeitspflicht, die häufig in Ausbeutung und Missbrauch mündete, in eine Geldzahlung beschlossen. Im Gegensatz zu seinem Amtsvorgänger machte sich Cerda an die zügige Umsetzung dieses Dekrets.
Als Gouverneur blieb er im Amt, bis im November 1621 der vom Vizekönig benannte Nachfolger Pedro Osores de Ulloa aus Peru in Chile eintraf. Danach fungierte er wieder als Oidor.
Nach Ende seiner Amtszeit reiste Cristóbal de la Cerda wieder nach Lima, wo er im Dezember 1638 einen ausführlichen Rechenschaftsbericht über seine Amtszeit an den spanischen Hof verfasste.